# Auritus elephas
Auritus elephas är en stekelart som först beskrevs av Brauns 1896.  Auritus elephas ingår i släktet Auritus och familjen brokparasitsteklar. Inga underarter finns listade.